# Xenaspis flavipes
Xenaspis flavipes är en tvåvingeart som beskrevs av Günther Enderlein 1924. Xenaspis flavipes ingår i släktet Xenaspis och familjen bredmunsflugor.
Artens utbredningsområde är Taiwan. Inga underarter finns listade i Catalogue of Life.